# Neustadt in Sachsen
Neustadt in Sachsen là một thị xã ở huyện Sächsische Schweiz-Osterzgebirge, bang Sachsen, Đức. Đô thị Neustadt in Sachsen có diện tích 83,05 km².. Đô thị này tọa lạc gần biên giới với Cộng hòa Séc, 35 km về phía đông của trung tâm thành phố Dresden, và 23 km về phía tây nam của Bautzen. Tại Neustadt có Tháp quan sát độ cao Goetzingen. Ngày 1 tháng 8 năm 2007, các làng Berthelsdorf, Langburkersdorf, Niederottendorf, Oberottendorf, Rückersdorf và Rugiswalde của đô thị cũ Hohwald đã được sáp nhập vào thị xã này.